# Закон за защита на македонската национална чест
Законът за защита на македонската национална чест е специален наказателен закон, приет от правителството на Социалистическа република Македония на второто му заседание между 28 и 30 декември 1944 година. С него президиумът на Антифашисткото събрание за национално освобождение на Македония (АСНОМ) създава извънреден съд за прилагането на този закон, който влиза в сила през 1945 г. Това решение е взето на втората сесия на това събрание на 28–31 декември 1944 г.
Трибуналът е трябвало да съди „сътрудниците на окупаторите, които са предали македонското национално име и македонската национална чест“, като част от опит за разграничаване на новата македонска идентичност от тази в съседна България, а в исторически план от българската общност в Османската империя, от която и двата народа са били част. Въпреки че някои изследователи допускат, че законът остава в сила до 1991 г. и обявяването на независимостта на днешна Северна Македония от бивша Югославия, е по-вероятно той да действа до 1948 година.

## История

### Предназначение
Целта на закона е била да разграничи новата македонска нация от България, тъй като разграничаването от българите се е разглеждало като потвърждение, че македонците са отделна етническа общност. В Югославска Македония е било забранено на местните жители да провъзгласяват българска идентичност, а използването на книжовния български език също е било забранено. Само мигранти от т. нар. Западни покрайнини са имали право да се обявяват за българи, но поради традиционната българофобия в Сърбия и Югославия и там много от тях избират да се обявяват за югославяни.

### Прилагане и функция
На 03 януари 1944 г. официалният комунистически вестник Нова Македония публикува новоприетия Закон за съдене на престъпления срещу македонската национална чест. Законът предвижда редица санкции: лишаване от граждански права, лишаване от свобода с принудителен труд, конфискация на имущество, а в случаите, когато се е смятало, че обвиняемият може да бъде осъден на смърт, било предвидено те да бъдат предадени на „компетентен съд“. Този закон не само е прецедент в Европейската правна история, като подобно законодателство не е било приемано дори в подлаганата на насилствени германизация и италианизация през войната Народна република Словения, но и по него не са преследвани сърбоманите в Народна република Македония, част от които участват във и подкрепят противокомунистическото Четническо движение, докато дори и в окупираната от Италия и Албания Западна Македония са били преследвани "сътрудници на българските окупатори".

### Въздействие
Законът позволява осъждането на югославски граждани от СР Македония за сътрудничество от Втората световна война с българските власти, окупирали македонската територия на Кралство Югославия като една от страните на Оста, за пробългарски симпатии и за противопоставяне на новата македонска нация - процес на изграждане. Това било разглеждано като оспорване на статута на Македония като част от новата комунистическа социалистическа федеративна република Югославия и като борба за концепцията за независима Македония, предвидена от ВМРО. Около 100,000 т.нар. бугараши са затворени или репресирани за нарушения на закона и над 1,260 са убити в средата на 1940-те. Това били широко рекламирани шоу-процеси, вместо да бъдат отдадени на правосъдието. Докато периодичните съдебни процеси продължават през целия период на действие на закона, по-голямата част от тях се провеждат в края на 40-те години. Законът повлиява на новите поколения да израснат със силни антибългарски настроения които се увеличават до ниво на държавна политика. Някои жертви са били активисти, които са се опитвали да реализират по различен начин идеята за независима Македония, потенциално повлияна от българофилските наклонности. Сред тях са били Методия Андонов, Спиро Китинчев, Димитър Гюзелов и Димитър Чкатров.

### Модерен период
Някои историци смятат, че този закон е отменен едва през 1991 г. въпреки че това по-скоро става през 1948 година. Според българския евродепутат Андрей Ковачев да си българин в Северна Македония е удар в сърцето на концепцията за македонска нация. За него все още се мълчи за редица антибългарски исторически събития, включително този закон.